# FM대행진
《조정식의 FM대행진》은 대한민국의 방송국인 한국방송공사의 라디오 채널 KBS 쿨FM(수도권 FM 89.1MHz)에서 매일 아침 7시부터 아침 9시까지 방송하는 아침정보 라디오 프로그램이며, 대한민국의 아침 라디오 방송 중 최장수 프로그램이다. FM방송인 KBS 쿨FM으로는 수도권에서만 들을 수 있으며 DMB채널인 U-KBS MUSIC과 각 지역총국 KBS 해피FM으로는 전국에서 모두 들을 수 있다. 평일에는 생방송, 주말에는 녹음방송이다.

## 역사
FM대행진은 1975년 11월 10일, 동양방송의 라디오 채널 동양 FM(현 KBS Cool FM)에서 첫방송되었다. 그러다가 1980년 신군부가 실시한 언론통폐합으로 동양방송이 KBS로 통합되면서 FM대행진도 같이 넘어갔다. 이숙영, 최은경, 황정민 등 많은 DJ들이 거쳐갔다. 전 진행자인 황정민 아나운서는 1998년부터 19년째 진행한 바 있으며, 2008년 10월 8일에 10주년을 맞이하여 사랑하기 좋은 날 이금희입니다의 방송인 이금희와 함께 쿨FM 최초로 골든페이스 상을 공동수상하였다. 황정민 아나운서의 하차 이후 이다슬 성우가 6주간 진행하였고, 2017년 10월 16일부터 2018년 1월 24일까지는 임수민 아나운서가 진행하였고, 2018년 1월 25일부터 2월 26일까지 조충현 아나운서가 진행하다가 2월 27일부터 박은영 아나운서가 진행했으나, 2020년 2월 2일 아나운서 박은영이 가정에 충실하겠다는 뜻을 밝혀 라디오 DJ 자리에서 떠나게 되어 2월 3일부터 2월 16일까지 이재성 아나운서가 임시로 진행하다가 2월 17일부터 2023년 12월 31일까지는 후임으로 KBS 아나운서 출신 방송인 조우종이 진행한다. 2024년 1월 1일 갑진년 새해 첫날부터 SBS 아나운서 출신 방송인 조정식이 DJ를 맡아 프로그램을 진행중이다. 2005년 11월 10일에 방송 30주년을 맞이했고, 2015년 11월 10일에 방송 40주년을 맞이했으나, 2025년 11월 10일에 방송 50주년을 맞이한다.
2024년 11월 4일부터 각 지역총국 해피FM에서 송출을 시작했다.
2025년 1월 1일에 조정식 DJ가 1주년을 맞았다.

## 슬로건
- 좋은 아침, 정식이가 정식으로 깨워드립니다! "조정식의 FM대행진"

## 역대 DJ (1987년 이후)
- 이숙영 (여) (1987. 2 ~ 1996. 11. 3)
- 최은경 (여) (1996. 11. 4 ~ 1998. 10. 11)
- 황정민 (여) (1998. 10. 12 ~ 2017. 9. 3)
- 박은영 (여) (2018. 2. 27 ~ 2020. 2. 2)
- 조우종 (남) (2020. 2. 17 ~ 2023. 12. 31)
- 조정식 (남) (2024. 1. 1 ~ 현재)

## 코너

### 매일 코너
- 조정씩씩 음악 퀴즈
- 식타벅스
- 들었어? 들었어 With 안윤상
- 콩식이랑 옴뇸뇸
- 축하 축하 추
- 퀴즈 고 스톱
- 간추린 모닝뉴스

### 요일별 코너
|    | 코너           | 게스트                                        |
| -- | -------------- | --------------------------------------------- |
| 월 | 법을 법을 팍   | 이경민 변호사, 개그우먼 임슬기                |
| 화 | 귀티 인 사이드 | 이호선 교수                                   |
| 수 | 별별 히스토리  | 최태성 역사강사                               |
| 목 | 조식 뷔페      | 권은중 음식칼럼니스트, 김주연 일주어터        |
| 금 | 금요 살롱      | 장성란 영화전문기자, 유제희 전시해설가 (격주) |
| 토 | 뮤직 업로드    | 서정민기자,FM대행진 PD                        |
| 일 | 북스타그램     | 박태근 본부장님                               |

## 기타
- 지난 2008년 6월 26일 오프닝 멘트 방송 분에서 진행자인 황정민 아나운서가 촛불시위 비하 발언을 하여 물의를 일으켰다. 결국 이 날 홈페이지에 사과문을 올렸고 6월 27일 생방송으로 공식사과했다.
- 이 사건이 일어나기 전에는 정선희가 진행하고 있던 MBC FM4U의 라디오 프로그램 정오의 희망곡 5월 22일 방송분에서 촛불시위 비하발언으로 물의를 일으켜 "정오의 희망곡"을 맡고 있던 정선희가 출연하는 프로그램을 자진 하차하고 개그우먼 김신영이 DJ를 맡았다.
- 2017년 9월 4일 《박은영의 FM대행진》첫방송을 앞두고, 박은영 아나운서가 KBS 총파업에 참여하여 첫방송이 불발되었다.
- 2018년 1월 25일 KBS 총파업이 종료되고 박은영 아나운서가 첫방송을 진행할 예정이었으나, KBS가 파업 기간 도중 파업에 가담한 아나운서들에게 무더기 징계 처분을 내렸고 2노조 소속인 박은영 아나운서는 2개월 정직 처분을 받았다. 조충현 아나운서가 박은영 아나운서의 공백 기간 동안 대리 진행을 맡게되어, 박은영 아나운서의 첫방송은 2월 27일로 연기되었다.
- 2018년 4월 13일 당시 기준 청취율 1위 프로그램인 TBS 《김어준의 뉴스공장》과 생방송 중 이원 전화연결을 했다. 황정민 하차와 총파업 여파로 떨어진 청취율에 대해 김어준이 대놓고 34위라고 디스했다.

## 수상 목록
- 2024년 KBS 연예대상 올해의 DJ상 (조정식)